# Cuba en los Juegos Panamericanos de 2019
Cuba es uno de los 41 países que participa en los Juegos Panamericanos de 2019 en la ciudad de Lima, Perú. La delegación cubana está compuesta por 420 deportistas que compiten en 11 deportes.

## Atletas
| Predecesor: Toronto 2015 | XVIII Juegos Panamericanos Lima 2019 | Sucesor: Santiago 2023 |

- Datos: Q55388661
- Multimedia: Cuba at the 2019 Pan American Games / Q55388661